# Els trencacors
Els trencacors (títol original: Heartbreakers) és una pel·lícula dramàtica estatunidenca de 1984 protagonitzada per Peter Coyote i Nick Mancuso. Va ser escrita i dirigida per Bobby Roth. La pel·lícula va ser presentada al 35è Festival Internacional de Cinema de Berlín. Està doblada al català.

## Argument
Dos amics d'uns 30 anys, Blue i Eli, arriben cadascun a una cruïlla de camins a les seves vides. Blue és un pintor especialitzat en retrats fetitxistes de dones, que normalment ven les seves imatges a revistes pornogràfiques. El pare de l'Eli vol que es faci càrrec del negoci de roba interior de la família que ha estat pagant per l'estil de vida de playboy d'Eli a la trepidant i decadent Los Angeles dels anys vuitanta.

## Repartiment
- Peter Coyote com Arthur Blue
- Nick Mancuso com a Eli
- Carole Laure com a Liliane
- Max Gail com a King
- James Laurenson com a Terry Ray
- Carol Wayne com a Candy
- Jamie Rose com a Libby
- Kathryn Harrold com a Cyd
- George Morfogen com a Max
- Jerry Hardin com a Warren Williams
- Henry G. Sanders com a Reuben
- Walter Olkewicz com a Marvin

## Producció
El personatge de Blue es va basar lliurement en l'artista de la vida real Robert Blue .

## Darrere les càmeres
Aquesta seria l'última aparició al cinema de Carol Wayne abans de morir en circumstàncies misterioses de vacances a Manzanillo, Mèxic, pocs mesos després de l'estrena de la pel·lícula.